# Helga Knobloch
Helga Knobloch (* 5. März 1924 in Dresden-Loschwitz; † 21. Juli 2020 in Dresden) war eine deutsche Künstlerin.

## Leben
Helga Knobloch absolvierte von 1939 bis 1942 eine Ausbildung als graphische Zeichnerin. Danach besuchte sie die private Malerschule von Ernst Oskar Simonson-Castelli (1864–1929), die zu dieser Zeit von Ernst Hassebrauk geführt wurde. Daneben leistete sie Arbeits- und Kriegsdienste. Beim Bombenangriff auf Dresden am 13. Februar 1945 ausgebombt, verließ sie Dresden und lebte kurze Zeit in Luxemburg und Düsseldorf. 1946 kehrte sie nach Dresden zurück und immatrikulierte sich 1947 im Studiengang Malerei an der Hochschule für Bildende Künste Dresden bei Carl Rade und Josef Hegenbarth. 1950 wechselte Helga Knobloch in das Fach Gebrauchsgrafik zu den Lehrern Hans Christoph und Hajo Rose. 1952 beendet sie ihr Studium mit Auszeichnung.
Sie wurde Mitglied im Dresdner Künstlerbund und arbeitete freischaffend in den Bereichen Modegrafik, Kinderbuch, Ausstellungsgestaltung und Plakat. Hans Christoph, ihrem späteren Lebensgefährten, blieb sie freundschaftlich verbunden. Als dieser 1955 seine Dozentur aufgab, um Formalismus-Vorwürfen zu entgehen, übernahmen sie gemeinsam für viele Jahre die gebrauchsgrafische Gestaltung der Leipziger Messe.
1956 gewann Helga Knobloch den Plakatwettbewerb 750 Jahre Dresden. Ihre Arbeit als Ausstellungs- und Messegestalterin und die damit verbundenen, geringen zeitlichen Freiräume, führten dazu, dass sie erst in den 1980er Jahren wieder künstlerisch-experimentell tätig werden konnte.
Helga Knobloch lebte in Dresden-Loschwitz. Sie kümmerte sich als Nachlassverwalterin um das künstlerische Werk Hans Christophs.

## Werk
Helga Knoblochs künstlerisches Werk teilt sich in zwei, zeitlich weit auseinander liegende Abschnitte. Ihr Frühwerk waren Zeichnungen und Aquarelle, die zu Beginn ihres Studiums an der Hochschule in Dresden entstanden. Es sind Milieu-Studien, die im Winter 1947 insbesondere in der Mitropa-Gastronomie des Bahnhofs Dresden-Neustadt entstanden sind und die daher den Titel „Bahnhofsbilder“ tragen. Aufgrund der schlechten Brennstoffversorgung der Hochschule und der deshalb kalten Ateliers schickte Josef Hegenbarth seine Studenten unter anderem dorthin, um Studien anzufertigen.
In den 80er Jahren entstanden Arbeiten, die dem Informel zuzuordnen sind. Bei diesen Arbeiten bedient sie sich der Collage und des Drip-Paintings. Schwarze, weiße und rote Acryllacke lässt sie dazu auf verschieden farbige Tonwertkartons tropfen, vergleichbar den Kreidekreisen Hermann Glöckners. Diese Arbeiten nennt Helga Knobloch „Magische Kreise“.

## Ausstellungen
- 1958 und 1962/1963: Dresden, Vierte[2] und Fünfte Deutsche Kunstausstellung
- 1974: Dresden, Bezirkskunstausstellung

- 1990/1991 Beteiligung an der Ausstellung Die Kunst der Collage in der DDR 1945–1990 in den Brandenburgischen Kunstsammlungen Cottbus, in Neubrandenburg, Rostock und Bottrop.
- 2000/2005 Beteiligung an der Ausstellung Alterswerke im Sächsischen Landtag
- 2007 Personalausstellung in der Ladengalerie Rahmen & Bild, Maria Arlt in Dresden-Loschwitz
- 2008 Kabinett-Ausstellung in der Galerie Döbele, Dresden
- 2009 Personalausstellung in der galerie am blauen wunder, Gunter Ziller in Dresden-Loschwitz
- 2009 Kabinett-Ausstellung im caféart in den UNIVERSITÄTSSAMMLUNGEN.KUNST+TECHNIK